# 十六烷
十六烷（英語：hexadecane、cetane）是化學式為C16H34的烷烴。十六烷由16個碳原子直鏈組成，頭和尾的甲基有3個氫原子，中間亚甲基有2個氢原子。
十六烷值用以量度柴油的易燃性。在壓縮下，十六烷非常易燃。所以十六烷的十六烷值是100，並作為其他燃料的參考。
十六烷是辛烷值最低的燃料之一，辛烷值少於−30。

## 資料來源
1. ↑  . PubChem Compound. USA: National Center for Biotechnology Information. Identification and Related Records. 16 September 2004  [4 January 2012].
2. ↑  Haynes, p. 5.21
3. ↑  Petroleum and Coal （页面存档备份，存于）, Purdue University

## 外部連結
- 蒸氣壓（页面存档备份，存于）和液體密度（页面存档备份，存于）的計算方法
- 測定十六烷的傳輸技術